# Pildammstårnet
Pildammstårnet (svensk: Pildammstornet) er et tidligere vandtårn i Pildammsparken i Malmø, Sverige. Vandtårnet er delvist Jugendinspireret og tegnet af arkitekten Harald Boklund. Det stod færdigt i 1903, er 31 meter højt og står 18 m.o.h.. Vandtårnets volumen er kun på 400 m3, hvilket gjorde at tårnet ofte ikke kunne udfylde sin funktion. Pildammstårnet blev afløst af Södervärns Vandtårn i 1916. I dag rummer det tidligere vandtårn Galleri Pildammstornet.